# 블루마운틴스 국립공원

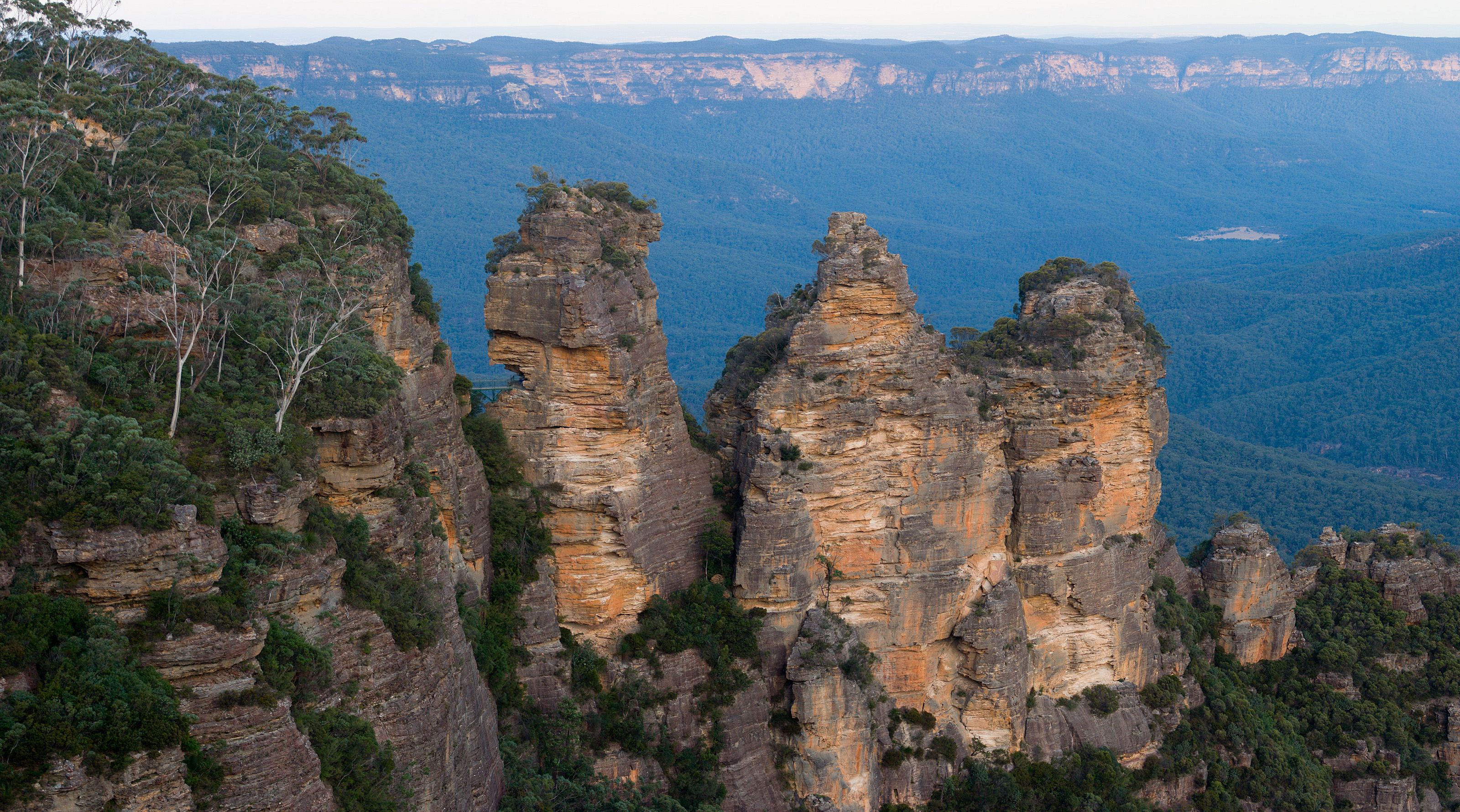
스리시스터스

블루마운틴스 국립공원(영어: Blue Mountains National Park)은 오스트레일리아 뉴사우스웨일스주의 국립공원이다. 시드니에서 서쪽으로 81km, 그레이트디바이딩산맥의 블루마운틴스에 있다. 공원 면적은 267,954 헥타르이다. 마운틴이라는 이름이 들어갔지만, 이 지역은 고원 지대로 강이 몇 개 흐르고있다. 최고 지점은 웨롱 산 (해발 1,215m)이며, 최저 지점은 네핀 강 (20m)이다. 스리시스터스를 비롯해 협곡 경관으로 유명하다. 유칼립투스 나무에서 휘발되는 오일이 태양 빛에 반사되어 푸르게 희미하게 보여 보이기 때문에 그 이름이 붙여졌다.

## 역사
1959년에 블루마운틴스 국립공원이 개원하였다. 2000년 11월에는 그레이터 블루마운틴스 지역의 일부로서 세계유산에 등록되었다.

## 미디어
- KBS 1TV : 《트레킹노트 세상을 걷다》

## 같이 보기
- 블루마운틴스 (뉴사우스웨일스주)